# Mademoiselle La Grange

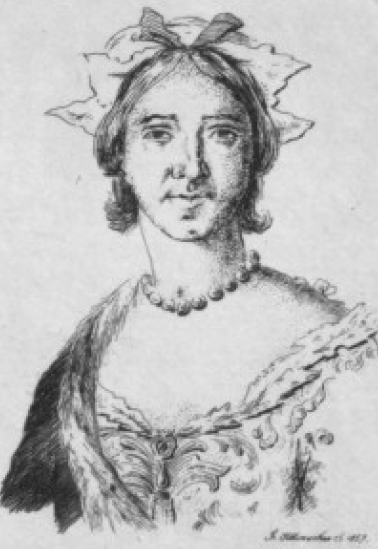
Marie Ragueneau de l’Estang

Marie Ragueneau de l’Estang, die zuerst unter dem Künstlernamen Marotte arbeitete, aber als Mademoiselle La Grange bekannt wurde (* 18. Mai 1639 in Paris; † 3. Februar 1727 ebenda), war eine französische Schauspielerin.

## Biographie
Ragueneau war die Tochter der Marie Brunet und des Cyprien Ragueneau, der sich selbst Ehrenmann und Patissier des Kardinals Richelieu nannte.
Im Jahr 1653 folgte ihre Familie Molière nach Lyon, wo ihr Vater im darauffolgenden Jahr starb. Die 15-jährige Ragueneau verdingte sich dann als Zimmermädchen der Schauspielerin Mademoiselle de Brie und bekam auch selbst kleinere Nebenrollen. Nebenbei verkaufte sie Tabak bei den Vorstellungen, fungierte als Kellnerin und Platzanweiserin. Zu dieser Zeit spielte sie unter dem Pseudonym Marotte.
Der Schauspieler La Grange, der wichtigste Schauspieler der Truppe um Molière, heiratete sie im Jahr 1772, woraufhin sie in das Ensemble als Schauspielerin aufgenommen wurde. Sie legte sich anschließend den Künstlernamen Mademoiselle La Grange zu.
Die beiden bekamen 1668 Zwillinge und weil Molière zu dieser Zeit schon krank war, wurden Verneuil, ein Schauspielkollege und Madeleine Béjart Taufpaten eines der Mädchen und Molière nur Taufpate des zweiten Mädchens, neben Mademoiselle de Brie. Im Jahr 1675 bekam das Paar ein weiteres Mädchen, Manon, das später einen Advokaten heiratete.
Über die schauspielerische Karriere von Mademoiselle La Grange ist nur Weniges überliefert. Gesichert ist aber, dass sie 1680, bei der Gründung der Comédie-Française, als eine der ersten Sociétaire de la Comédie-Française ins Ensemble aufgenommen wurde. Nach dem Tod ihres Mannes 1692 gab La Grange die Schauspielerei auf und setzte sich mit einer Rente der Comédie von 1000 Livre jährlich zur Ruhe.

## Bekannte Rollen
- La Comtesse d’Escarbagnas in Molieres gleichnamigen Stück
- Die Béline ich Molieres Der eingebildet Kranke
- Madame Patin in Dancourts Chevalier à la Mode
- Die Dorimène in Thomas Corneilles Le Triomphe des dames
- Die Céphise in Jean-François Regnards La Coquette